# Vassili Sleptsov
Pour l’article homonyme, voir Sleptsov.
Vassili Alexeïevitch Sleptsov (en russe : Василий Алексеевич Слепцов), né le 19 juillet 1836 (31 juillet dans le calendrier grégorien) à Voronej et mort le 23 mars 1878 (4 avril dans le calendrier grégorien) à Serdobsk, aujourd'hui dans l'oblast de Penza, est un écrivain russe.

## Biographie
Sleptsov étudia à la faculté de médecine de Moscou de 1854 à 1855, puis il parcourut à pied la province de Vladimir. Il devint fonctionnaire à Saint-Pétersbourg de 1857 à 1862, puis entra au Contemporain, où il publia des feuilletons. Sous l'influence du roman de Tchernichevski Que faire ?, il s'intéressa aux questions sociales et en particulier aux questions de la condition féminine. Il créa en 1863 une sorte de phalanstère à Saint-Pétersbourg et s'intéressa au cas de Karakozov qui, en 1866, avait tenté d'assassiner Alexandre II et fut accusé par la police d'atteinte aux bonnes mœurs.
Malade à partir des années 1870, il partit pour se soigner et prendre les eaux dans le Caucase.

## Œuvres
- Troudnoe Vremia (1865), traduit en anglais sous le titre Hard times ou Difficult times.